# AY-3-8910

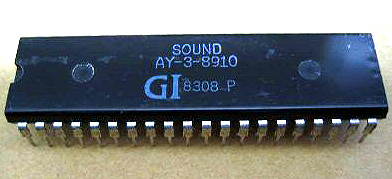
Der AY-3-8910-Soundchip aus GI-Produktion

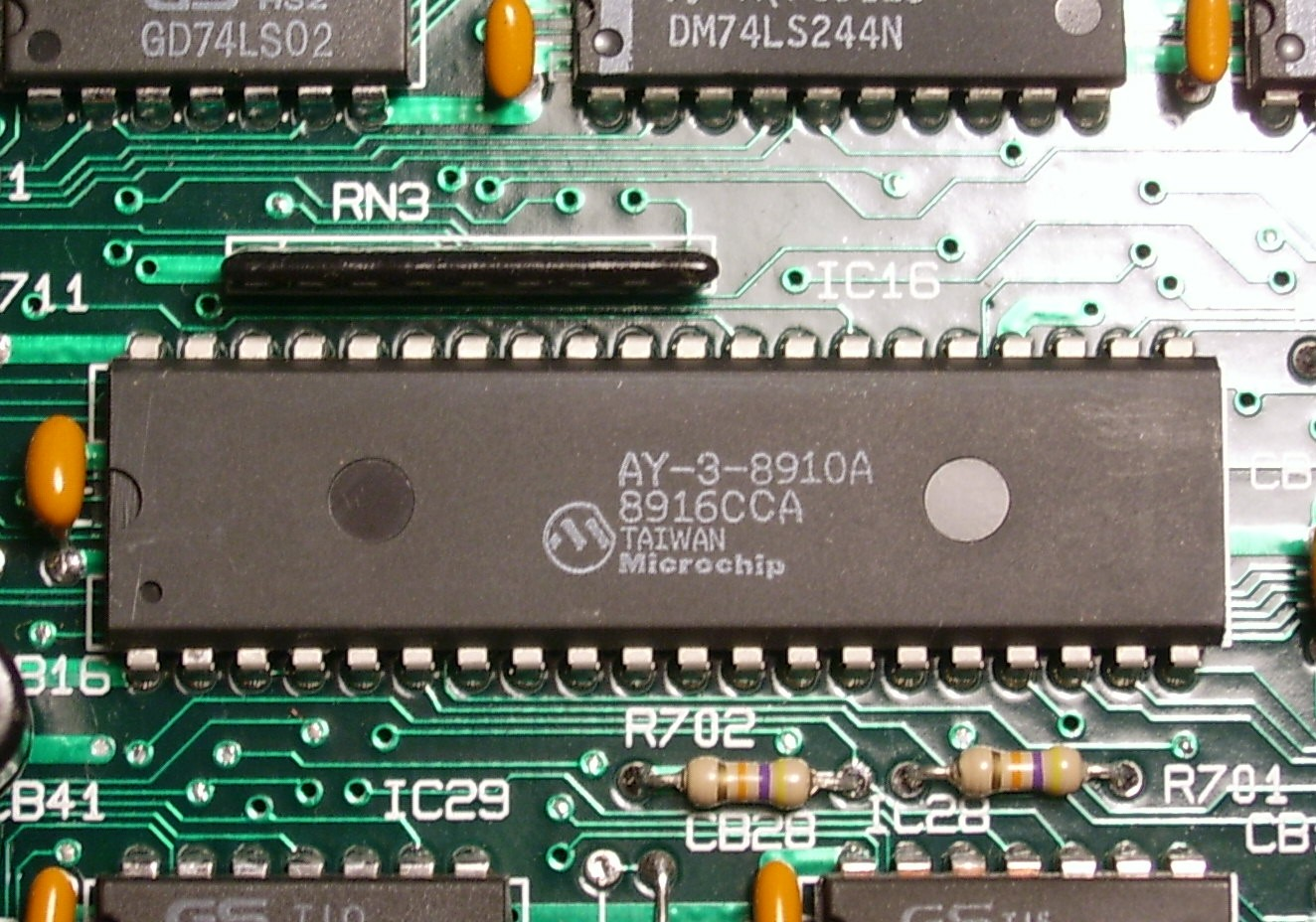
Der AY-3-8910-Soundchip aus Microchip-Produktion

Der AY-3-8910 war ein in früheren Heimcomputern und Spielautomaten sehr oft eingesetzter Sound- und Multi-I/O-Chip, der von General Instrument in den frühen 1980er Jahren entwickelt wurde. Leicht verändert wurde er als YM2149 an Yamaha lizenziert und ab 1987 von Microchip, der ausgegliederten Mikroelektronik-Sparte von GI, hergestellt. Der Chip befand sich in den meisten der frühen Arcade-Spiele, aber auch in einigen Homecomputern, so auch im Schneider/Amstrad CPC, ZX Spectrum 128K und Atari ST.

## Technik
Der Hauptteil des Chips war für die Ton- und Geräuscherzeugung gedacht. Dazu besaß der AY-3-8910 drei unabhängige Stimmen, deren Frequenz in 1024 Stufen einstellbar war. Die Lautstärke jeder Stimme war in jeweils 16 Stufen einstellbar, zusätzlich gab es einen gemeinsamen Hüllkurvengenerator für alle drei Stimmen. Für jede Stimme konnte eingestellt werden, ob die Hüllkurve Anwendung finden sollte. Weiterhin gab es einen Zufallsgenerator im Chip, der vom Prozessor abgefragt oder zu jeder Stimme als Rauschquelle dazugemischt werden konnte.
Eine Besonderheit war, dass jede Stimme einen eigenen Ausgangspin besaß. Meist wurden sie außerhalb des Chips einfach zusammengeschaltet, prinzipiell war so aber auch Dreikanalton oder Stereo plus eine gemeinsame Stimme für Rechts und Links möglich.
Die beiden jeweils 8 Bit breiten I/O-Ports konnten jeweils als Gruppe auf Eingang oder Ausgang geschaltet werden. Da die Portpins als Open Collector geschaltet waren, war aber auch eine Mischung von Eingängen und Ausgängen auf einem Port möglich. Denkbar war zum Beispiel der Anschluss von Joysticks, Feuer- und Steuerknöpfen und einer Tastaturmatrix.
Der Chip war für den Anschluss an einen speziellen, von hauseigenen CPUs der Firma GI verwendeten Bus entworfen. Da er in der Praxis jedoch meist nicht mit diesen kaum verwendeten Prozessoren zusammengeschaltet wurde, sondern z. B. mit dem Zilog Z80 oder dem MOS Technology 6502 und deren Varianten, musste der Bus nachgebildet werden, z. B. mittels Glue Logic oder eines Interfacebausteins wie etwa des MOS Technology VIA und zusätzlicher Softwareunterstützung.
Hergestellt wurde der Baustein in verschiedenen Technologien/Chipgehäusen. Die Standardversion war ein DIL-40 Gehäuse. Später gab es ihn auch in kleineren Gehäusen, inzwischen wird er jedoch nicht mehr hergestellt.

## Vorgänger
- AY-1-0212 (Top-Octave-Synthesizer-Chip)
- AY-3-214

## Varianten

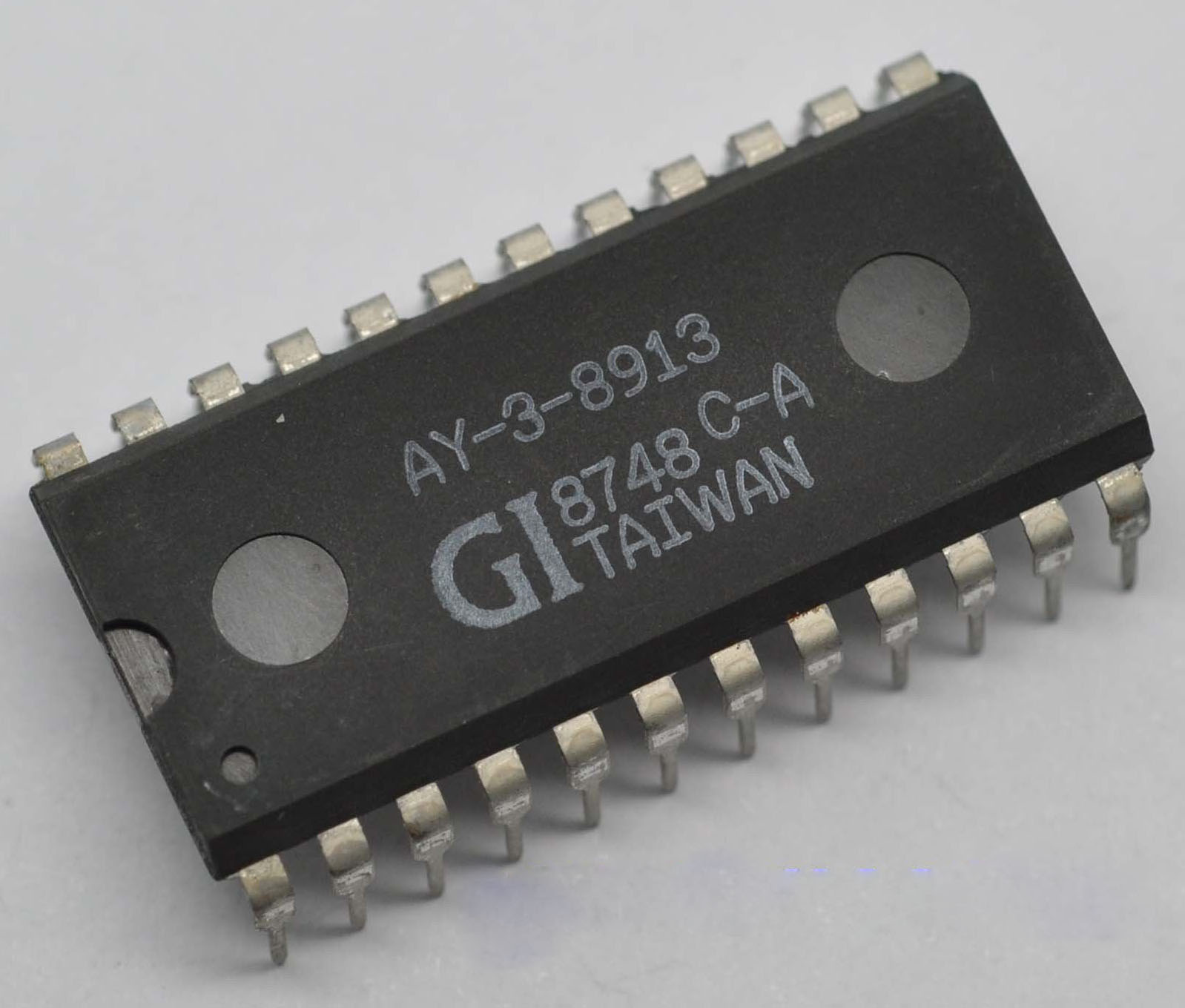
AY-3-8913

- AY-3-8910 – ursprüngliche Version mit 40 pins, zwei I/O-Ports je 8 Bit
- YM2149 – Pin- und Register-kompatibel, von Yamaha
- AY-3-8912 – verkleinerte Version mit 28 Pins, nur ein I/O-Port mit 8 Bit
- AY-3-8913 – kompakteste Version mit 24 Pins, gänzlich ohne I/O-Port
- AY-3-8914 – Variante des AY-3-8910 mit anderer Registerbelegung

## Nachfolger
- YM3439 – CMOS-Version des YM2149
- YM2151
- YM2203

## Homecomputer/Konsolen (Auswahl)
- MSX
- Colour Genie
- Schneider/Amstrad CPC bzw. KC compact (AY-3-8912)
- Mattel Intellivision (AY-3-8914 Sound, AY-3-8915 Grafik)
- Atari ST (YM2149)
- Oric 1 (AY-3-8912)
- Prawez 8D (AY-3-8912)
- Tatung Einstein
- Vectrex (AY-3-8912)
- ZX Spectrum 128K (AY-3-8912)
- Mockingboard für Apple II (AY-3-8910 oder AY-3-8912, je nach Modell)

## Arcade-Spiele (Auswahl)
AY-3-8910
Crazy Kong, Frogger, Moon Patrol, Kung-Fu Master (Irem M-62 Hardware), Tron, Burgertime